# Kojima Ryosuke
Kojima Ryosuke (小島 亨介 Kojima Ryōsuke, sinh ngày 30 tháng 1 năm 1997) là một cầu thủ bóng đá người Nhật Bản thi đấu cho Oita Trinita.

## Sự nghiệp câu lạc bộ
Sau khi theo học tại Đại học Waseda, Kojima đã gia nhập Oita Trinita vào tháng 10 năm 2018 cho mùa giải sắp tới.

## Sự nghiệp quốc tế
Ngày 24 tháng 5 năm 2019, Kojima đã được huấn luyện viên trưởng của Nhật Bản, ông Moriyasu Hajime, mời tham dự Copa América chơi ở Brazil.